# NetFinity Manager
NetFinity Manager は、IBMのサーバー製品ブランドであるIBM Systemsの、プラットフォーム管理（システム管理）ソフトウェアである。

## 概要
NetFinity Managerは、IBMが提供するシステム管理ソフトウェアのシリーズである。特にハードウェアと密接に連携して、サーバーの監視・管理機能を提供する。IAサーバー（x86サーバー）をサポートし、OSとしてはWindowsなどをサポートしている。日本市場においては日本アイ・ビー・エム株式会社が製品の提供、およびサポートを行っていた。

## 歴史

### 1993年-1997年
NetFinity Managerはアメリカ合衆国ノースカロライナ州、リサーチ・トライアングルのIBM Raleighの開発部門で開発され、1993年にx86サーバ/クライアントPC管理用ツール　NetFinity Managerとして発表された。NetFinityという名称はIBMの造語で、NetworkとInfinityを掛け合わせたものである。NetFinity Managerは当初OS/2 2.0での稼働を前提に実装され、その後 Windows,Netwareなど他のOSに移植されていった。NetFinity Managerの操作ユーザーインターフェースがOS/2のGUIであるワークプレース・シェルに準じているのは、この開発経緯によるものである。また提供開始後の数年間において、稼働環境や機能の拡張・変更とともに何度も名称変更が行われてた。1996年にはIBMのシステム管理製品である「SystemView」の一つとして位置づけられ、「IBM PC SystemView」に製品名称になったが、同年後半には、IBMが買収したTivoli社の管理製品の一つにリブランドされ、「Tivoli TME10(Tivoli Management Environment) NetFinity」に名称変更された。ただし、TME10の"10"が意味する10種類の管理製品の中にNetFinity Managerは含まれておらず、そもそもNetFinity Managerは当時のTivoli社の"TME"と呼ばれる管理製品が採用していたTivoliマネージメントフレームワーク(TMF)上で稼働する構造ではなかった。また製品の開発や提供は、TivoliではなくIBMのPC Server部門で管轄で行われておりTivoli社の製品群との関係性は薄かった。翌1997年には"TME10"の名称は外され、発表当初の名称を若干変更したIBM Netfinity Manager(fは小文字に変更）とされた。
NetFinity Managerの技術上の大きな特徴は一般的な管理ソフトウェアでは、管理サーバを中心としたクライアントサーバ型の実装をされることが多いが、NetFinity Managerは、「マネージャーモジュール」「エージェントモジュール」間のピアツーピア型の実装であり専用の管理サーバを必要としない構造であったことで、管理者端末から管理対象のシステムに直接の通信で管理操作を行うことが可能であり、小規模環境の管理には非常に適している。ただし専用の管理サーバを設置しない場合は、管理対象からの故障通知などは、管理者端末が稼働しているときしか受信できないことになることや、NetFinity Manager自体は管理対象のインベントリ情報を蓄積するデータベースを持っていないことから、実際の利用では、専用の管理サーバを用意して「マネージャーモジュール」を導入することも多い。NetFinity Managerは管理対象情報を蓄積するインベントリデータベースを含んでおらず、インベントリ管理が必要な場合には製品に、DB2,Oracle DB, Lotus Notes,SQL Server等へのエクスポートをサポートしている。
管理対象との接続に利用可能なネットワークプロトコル対応の柔軟性にも特徴があり、TCP/IPや、当時のクライアントサーバで主流だったNetBIOSやIPXを介してのプロトコルを混在した管理も可能であるのはもちろん、IBMメインフレーム環境で主流だったプロトコルであるSNAにも対応していた。軽量なソフトウェアであり当時の低速なPC,サーバの能力でも軽快な操作が可能であったが、ピアーツーピアの構造上、管理操作は、同時並列ではなく、順次実行であり、多台数の管理対象への管理操作を同時に行うことが必要な管理業務には、完了に時間がかかるなど、多分に適していない面があった。ただし、管理中継サーバを一定の管理対象数ごとに配置することなど、現場での工夫である程度の最適化を行うことは可能である。管理者の使い勝手がよい小回りの利く管理ソフトウェアであったことから利用者の評価は高くLAN Magazine誌「LAN Management」部門にて「Products of the year」を受賞している。
なお、IBM製 x86サーバでは初期から、OSを介さずに直接ハードウェアにログインして管理する機能を「Advanced Systems Management Adapter」、「システム管理PCIアダプター」、「リモート管理アダプター」などのオプション（一部のハイエンド機種では標準）として提供していたが、それらの機能はこのNetFinity Managerからの操作でも利用可能であった。

### 1998年
1998年にはNetfinity ManagerのアドオンソフトとしてNetCube V1.0が発表された。NetCubeは日本アイ・ビー・エム大和研究所が日本市場の顧客の要望に応えるために独自開発した製品であり、Netfinity Managerでは標準提供されていなかったソフトウェア開発キット(COMコンポーネント)、トポロジー管理、ソフトウェア配布、後にジョブ管理などの機能がV2.0で追加提供された。

### 1999年
後継製品としてNetfinity Director with UM Servicesが発表されたため、NetFinity Managerはv5.2が最終バージョンとなった。

## アーキテクチャー
NetFinity Managerはエージェント、マネージャーの２つのコンポーネントで構成される。
- エージェント
- マネージャー